# ホテル倉敷
ホテル倉敷（ホテルくらしき）は、岡山県倉敷市阿知1丁目に存在していた駅ホテルである。JR西日本グループの倉敷ステーション開発株式会社が運営していた。

## 概要
JR西日本グループの倉敷ステーション開発株式会社が運営していたホテルで、倉敷駅ビル内（ルブラン上部）に存在していた。しかし、倉敷チボリ公園が閉園による客足の激減、ルブランのテナント撤退が重なり2010年11月30日に閉鎖された。その後、倉敷ステーション開発は解散、清算された。ビルは減築され、JR西日本グループの山陽SC開発株式会社が、さんすて倉敷を展開している。

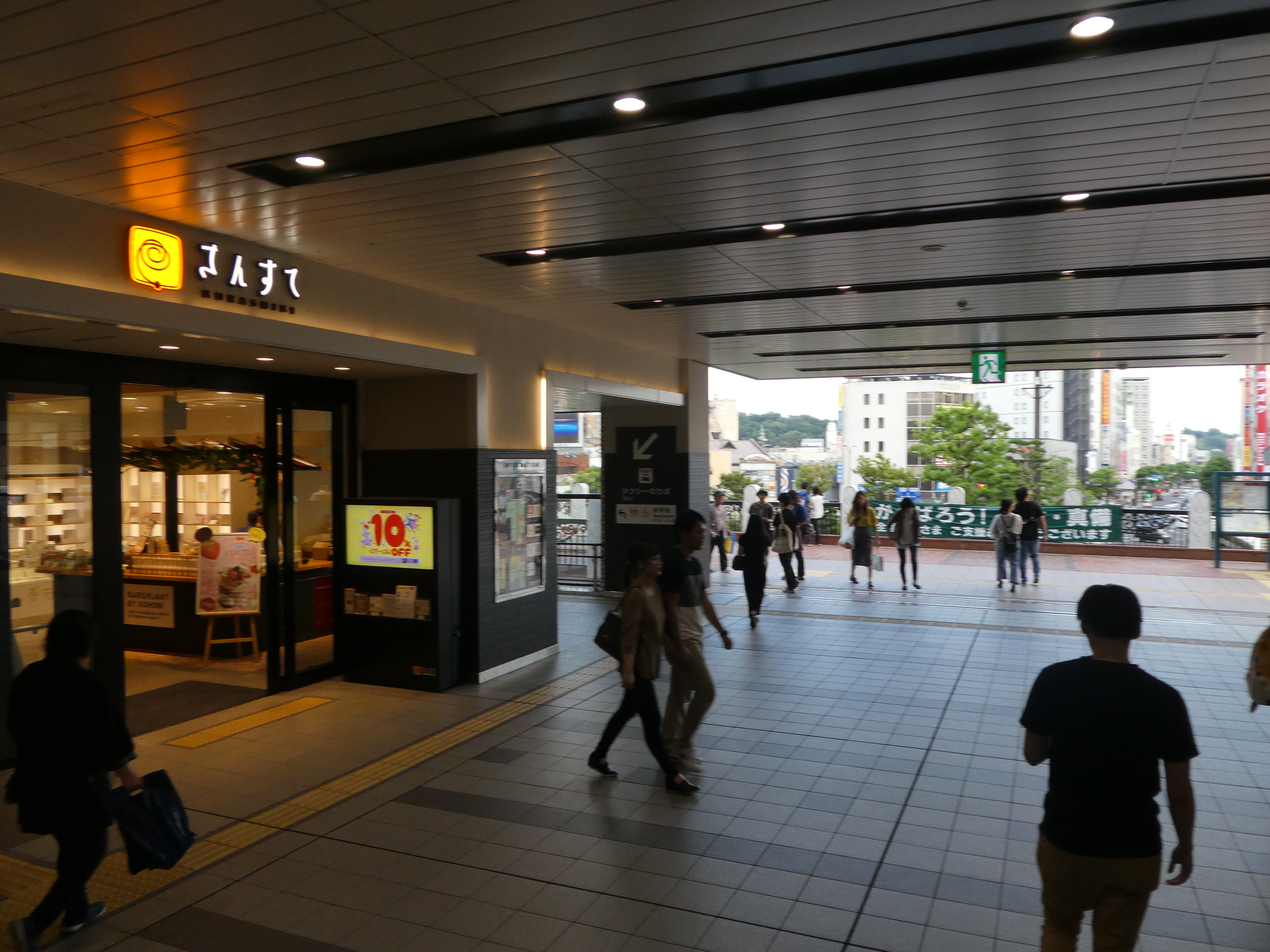
さんすて倉敷の入口
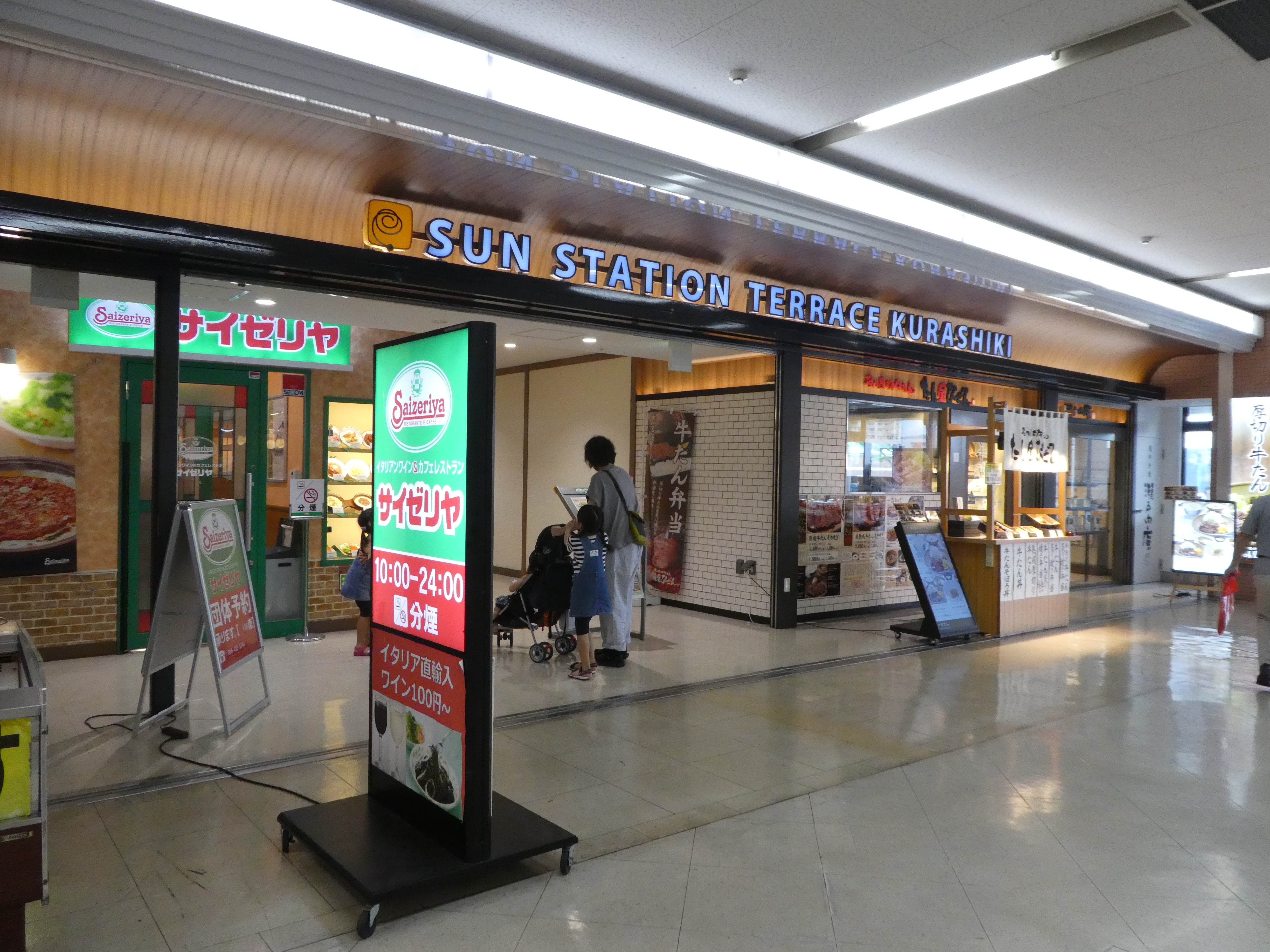
さんすて倉敷の北口側
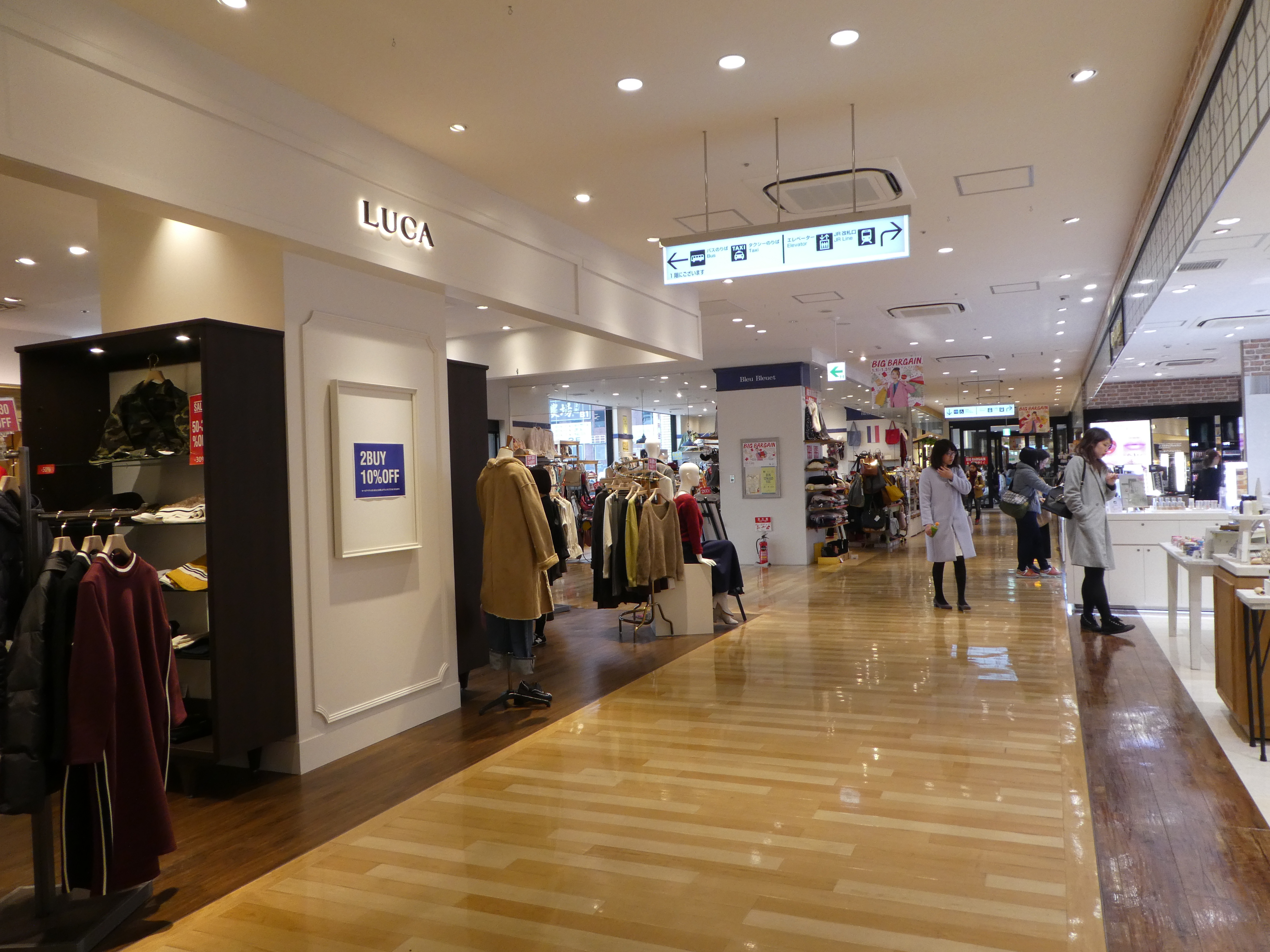
さんすて倉敷の店内